# Amalomastax lambertoni
Amalomastax lambertoni är en insektsart som beskrevs av Rehn, J.A.G. och J.W.H. Rehn 1945. Amalomastax lambertoni ingår i släktet Amalomastax och familjen Euschmidtiidae. Inga underarter finns listade i Catalogue of Life.